# Ptolomeo da Lucca
Eredeti olasz nevén Bartolomeo Fiadoni, elterjedt nevén Ptolomeo da Lucca, Bartolomeo di Lucca, Tolomeo da Lucca, magyarosan Luccai Bertalan (Lucca, 1236 körül – Torcello, 1327) latin nyelven író középkori itáliai történetíró és filozófus.

## Élete
Ptolomeo da Lucca Bartolomeo Fiadóni néven látta meg a napvilágot Luccában. Már igen fiatalon belépett a 
domonkos-rendiek soraiba, ahol kitűnt jámborságával és tanulmányi előmenetelével. Ezeknek köszönhetően 
Aquinói Szent Tamás kedvelt tanítványa lett. 1272-ben elkísérte Tamást Rómából Nápolyba. Megállván Nápolyban, 1274-ben itt
érte a hír, hogy mestere meghalt Fossa Nuovában. 1288-ban szülővárosában a rend priorjává választották. 1294-ben ismét 
Nápolyban van, ahol fontos szerepet játszik annak a tömegmegmozdulásnak a megszervezésében, melynek célja az volt, hogy 
megakadályozza V. Celesztin pápa lemondását. 1301-ben a firenzei Santa Maria Novella priorjává választották, majd 
Avignonba utazott, ahol kilenc évig kápláni tisztet töltött be 1309–18 között Patrasso kardinális, Albano püspöke mellett, majd annak 1311-ben bekövetkezett halála után Bayonne-i Vilmos kardinális mellett. Az avignoni pápai 
udvarban XII. János pápa bizalmasa és gyóntatója lett. A pápa a Torcellói egyházmegye püspökévé nevezte ki, azonban hamarosan 
összetűzésbe került Gradó pátriárkájával abban a kérdésben, hogy melyiküknek van joga kinevezni a torcelloi Szent Antal monostor apátnőjét. 1321-ben emiatt Ptolomeót kiközösítették és száműzték, és majd csak 1323-ban békült ki a pátriarchával és foglalhatta el újra püspöki székét. Itt halt meg 1327-ben. 

## Történeti és filozófiai művei
Leghíresebb történeti műve az Annales, mely 1061–1303 közötti évek eseményeit foglalja össze. Ismert még Historia Ecclesiastica Nova című írása, mely 24 könyvben beszéli el az egyház történetét Krisztus születésétől 1294-ig, de az ezt követő pápák életrajzát is röviden ismerteti, ezért az események fonalát 1341-ig bontja ki. Műve elsőrangú forrás az Avignonba költöztetett pápaság kezdeteinek megismeréséhez. Ez utóbbi művét többen kivonatolták Extract[us] de chronico Fr. Ptolomaei de Luca és  Excerpta ex chronicis Fr. Ptolomaei címeken. Nevét leginkább az Aquinói Szent Tamás által félbehagyott De Regimine Principum (A fejedelmek kormányzásáról) befejezése tette híressé. Ebben az alkotásban a pszeudo-Dionüszioszi elemek nagy szerepe Albertus Magnus hatására vall. Létezett egy Hexaëmeron című műve is. Elveszett viszont Historia Tripartita című műve.

## Fordítás
- Ez a szócikk részben vagy egészben  a   Bartholomew of Lucca című angol Wikipédia-szócikk ezen változatának fordításán alapul.  Az eredeti cikk szerkesztőit annak laptörténete sorolja fel. Ez a jelzés csupán a megfogalmazás eredetét és a szerzői jogokat jelzi, nem szolgál a cikkben szereplő információk forrásmegjelöléseként.